# Singhiella pallida
Singhiella pallida là một loài côn trùng cánh nửa trong họ Aleyrodidae, phân họ Aleyrodinae.
Singhiella pallida được Singh miêu tả khoa học đầu tiên năm 1931.